# 元富證券
元富證券是台灣台新新光金控100%持股的證券子公司。

## 歷史
元富證券成立於1989年3月23日，最初資本額新台幣11億元，主要股東包括：東南碱業、匯僑貿易、華榮電線電纜、高興昌鋼鐵、優美集團、高林實業。並於1995年8月31日掛牌上櫃，為第六家掛牌上櫃證券商。2002年9月16日掛牌上市，成為第一波上櫃轉上市之證券商。
1996年起陸續透過轉投資成立子公司包括：元富證券（香港）、元富期貨、上海元富投資顧問。
2006年起新光金控開始大量買入元富證券之股份，並在2007年底取得超過25%的股份，超過成為金控子公司的門檻，依金控法納入新光金控子公司，並編制合併報表。
2009年10月5日，新光金控旗下新壽證券的業務及部分資產先後賣給元富證券並清算解散；但直到2018年，新光金控才以股分轉換方式併購元富證券剩餘股份，元富證券也成為新光金控100%持股的子公司。
2025年7月24日，成為台新新光金控子公司之一。
預計2026年4月6日併入台新證券走入歷史 。

## 外部連結
- 元富證券 （页面存档备份，存于）（繁體中文）